# La Rinascente
La Rinascente is een Italiaanse warenhuisketen voor mode, cosmetica en huishoudelijke artikelen. Het werd opgericht in 1917 in Milaan door Senatore Borletti en ontstond door een fusie van „Alle città d'Italia“ en „Magazzini Vittoria“. Sinds 2011 behoort de keten tot de Thailandse Central Group.
La Rinascente heeft warenhuizen in Rome (2), Milaan, Turijn, Florence, Palermo, Catania, Cagliari en Monza.

## Geschiedenis
De gebroeders Bocconi openden in 1865 een kledingzaak onder de naam Aux Villes d'Italie in de Via Santa Radegonda naar het voorbeeld van de Parijse modewarenhuis Le Bon Marché. Snel volgde de opening van meer filialen, waaronder in 1877 naast de Piazza del Duomo. Tegen het einde van de Eerste Wereldoorlog was de keten geruïneerd.
De Gebroeders Bocconi verkochten de winkels in 1917 aan de ondernemer Senatore Borletti, die de invloedrijke dichter Gabriele d'Annunzio opdracht gaf om de winkels een nieuw image te bezorgen. De dichter deed het voorstel om de winkels de naam La Rinascente ("de wedergeborene") te geven, hetgeen ook verwees naar de wedergeboorte van de Italiaanse natie, waar aan het einde van de Eerste Wereldoorlog veel armoede heerste.
In 2011 nam de Thailandse Central Group het 150-jarige concern over voor de prijs van 260 miljoen euro. In 2013 vond expansie plaats, in Denemarken, door de overname van het warenhuis Illum in Kopenhagen.
In juni 2015 verkocht de Signa Holding van de Oostenrijkse ondernemer René Benko het meerderheidsaandeel (50,1 %) van The KaDeWe Group (voorheen Karstadt Premium) aan La Rinascente. Tot deze groep behoren het Kaufhaus des Westens in Berlijn, Oberpollinger in München en het Alsterhaus in Hamburg.

## Weblinks
- Milan Store
- Central acquires Italian retail chain
- La Rinascente at core of CRC's global ambition